# Semjonovskijregementet

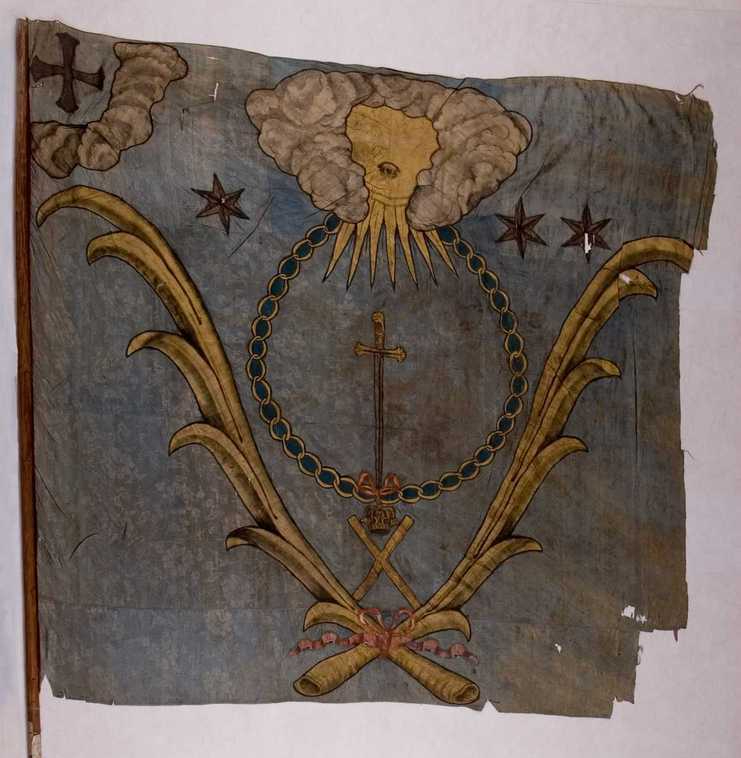
Kompanifana tagen av svenskarna vid Narva år 1700

Semjonovskijregementet (eg Livgardets Semjonovska regemente Ry:Лейб-гвардии Семёновский полк) var ett ryskt infanteriförband inom den tsarryska krigsmakten.

## Historia
Regementet uppsattes ursprungligen 1687 av tsar Peter den Store. Förbandet var förlagt till Sankt Petersburg i Ryssland. Det upplöstes i och med den ryska revolutionen. 2013 fick 1:a Avdelta skytteregementet (objektskyddsförband för försvarsministeriets anläggningar i Moskva) namnet 1:a Avdelta Semjonovska skytteregementet.

## Välkända personer som tjänstgjort vid regementet
- Michail Pavlovitj Bestuzjev-Rjumin
- Jevgenij Baratynskij
- Hans Carl von Diebitsch-Zabalkanskij
- Ivan Michailovitj Dolgorukov
- Ernst Löfström
- Sergej Muravjov-Apostol
- Aleksandr Rediger
- Faddej Sivers
- Aleksandr Suvorov
- Michail Tuchatjevskij
- Pjotr Tjaadajev